# Sector No Limits
Sector No Limits y Sector son marcas italianas de relojes de pulsera y de relojes de buceo, propiedad de la empresa homónima.

## Historia
La firma fue fundada en 1973 por Filippo Giardiello, en Nápoles, entonces también propietario de Philip Watch, pero más adelante la compañía se estableció en Neuchâtel, Suiza. En 2001, la propiedad pasó al Grupo Opera (perteneciente a la compañía Bulgari) y trasladó la sede a Lugano, en el cantón del Tesino, Suiza. Desde 2006 es propiedad de Morellato, una empresa principalmente fabricante de joyas, radicada en Santa Giustina in Colle cerca de Padua, Italia, y ya no está activa en Suiza. Desde su fundación, esta marca siempre ha estado orientada a las actividades deportivas. Sector fabrica relojes para hombres y mujeres entusiastas del deporte de todo el mundo, especialmente buceadores.

## Tipos de relojes
Sector No Limits comenzó a desarrollar relojes con la serie 1000 de la marca SECTOR NO LIMITS. Posteriormente, fabricó los modelos 2500, ADV 3000, 4500, 5500 y 7500, todos de fabricación suiza desde 1973 hasta el año 2000. Estos robustos relojes clásicos de Sector son coleccionables, y se pueden adquirir usados y nuevos en subastas en línea. Se vendieron y distribuyeron por toda Europa, Asia y Estados Unidos. Sector actualmente fabrica relojes y comenzó de nuevo con las series 100, 200, 300, 400, 500, 600, 700, 800 y 900, que se pueden adquirir como nuevos en la web de la firma, así como en otros populares sitios de venta al consumidor por internet.

## Testimonios
Angela Bandini, Pipín Ferreras o "Pipin", Chris Sharma, Simone Origone, Alessandro Ballan, Damiano Cunego, Maurizio Zanolla o "Manolo", Jorge Lorenzo (hasta el 5 de noviembre de 2015, cuando se rescindió el contrato a raíz de la polémica del GP de Sepang de 2015 entre Valentino Rossi y Marc Márquez) y Vittorio Brumotti han dado testimonios de la marca.
Sin embargo, el testimonio más famoso sobre los relojes deportivos SECTOR fue el de Umberto Pelizzari, plusmarquista de apnea, y el del especialista francés en surfeo aéreo Patrick de Gayardon.